# Rheomorpha neizvestnovae
Rheomorpha neizvestnovae är en ringmaskart som först beskrevs av Lastochkin 1935.  Rheomorpha neizvestnovae ingår i släktet Rheomorpha, och familjen Potamodrilidae. Arten är reproducerande i Sverige.